# Championnats d'Europe de natation 2000
Navigation
Istanbul 1999 Berlin 2002
Les 25es Championnats d'Europe de natation se sont tenus à Helsinki (Finlande) du 28 juin au 9 juillet 2000. Le pays accueille pour la première fois ce rendez-vous organisé par la Ligue européenne de natation.

## Tableau des médailles
| Rang  | Nation             | Or | Argent | Bronze | Total |
| ----- | ------------------ | -- | ------ | ------ | ----- |
| 1     | Russie             | 15 | 3      | 4      | 22    |
| 2     | Allemagne          | 7  | 12     | 2      | 21    |
| 3     | Italie             | 6  | 7      | 4      | 17    |
| 4     | Suède              | 6  | 2      | 3      | 11    |
| 5     | Ukraine            | 4  | 3      | 6      | 13    |
| 6     | Espagne            | 4  | 2      | 5      | 11    |
| 7     | Roumanie           | 3  | 6      | 5      | 14    |
| 8     | Hongrie            | 3  | 1      | 0      | 4     |
| 9     | France             | 2  | 1      | 6      | 9     |
| 10    | Slovaquie          | 1  | 2      | 1      | 4     |
| 11    | Suisse             | 1  | 1      | 1      | 3     |
| 11    | Finlande           | 1  | 1      | 1      | 3     |
| 13    | Biélorussie        | 1  | 1      | 0      | 2     |
| -     | Pologne            | 1  | 1      | 0      | 2     |
| 15    | Croatie            | 1  | 0      | 0      | 1     |
| 16    | Pays-Bas           | 0  | 5      | 2      | 7     |
| 17    | Royaume-Uni        | 0  | 2      | 6      | 8     |
| 18    | Danemark           | 0  | 2      | 2      | 4     |
| 19    | Belgique           | 0  | 1      | 2      | 3     |
| 20    | Lituanie           | 0  | 1      | 0      | 1     |
| 21    | République tchèque | 0  | 0      | 2      | 2     |
| 22    | Israël             | 0  | 0      | 1      | 1     |
| -     | Autriche           | 0  | 0      | 1      | 1     |
| -     | Turquie            | 0  | 0      | 1      | 1     |
| Total |                    | 56 | 54     | 55     | 165   |

## Tableau des médailles (bassin de50muniquement)
| Rang  | Nation             | Or | Argent | Bronze | Total |
| ----- | ------------------ | -- | ------ | ------ | ----- |
| 1     | Suède              | 6  | 2      | 2      | 10    |
| 2     | Russie             | 6  | 0      | 1      | 7     |
| 3     | Italie             | 5  | 5      | 1      | 11    |
| 4     | Ukraine            | 4  | 2      | 3      | 9     |
| 5     | Espagne            | 4  | 0      | 2      | 6     |
| 6     | Roumanie           | 3  | 6      | 5      | 14    |
| 7     | Hongrie            | 3  | 1      | 0      | 4     |
| 8     | Allemagne          | 2  | 5      | 2      | 9     |
| 9     | Slovaquie          | 1  | 2      | 1      | 4     |
| 10    | Suisse             | 1  | 1      | 1      | 3     |
| 11    | Pologne            | 1  | 1      | 0      | 2     |
| 11    | Finlande           | 1  | 1      | 0      | 2     |
| 11    | Biélorussie        | 1  | 1      | 0      | 2     |
| 14    | Croatie            | 1  | 0      | 0      | 1     |
| 15    | Pays-Bas           | 0  | 4      | 2      | 6     |
| 16    | Royaume-Uni        | 0  | 2      | 5      | 7     |
| 17    | Danemark           | 0  | 2      | 2      | 4     |
| 18    | Belgique           | 0  | 1      | 2      | 3     |
| 19    | Lituanie           | 0  | 1      | 0      | 1     |
| 20    | France             | 0  | 0      | 5      | 5     |
| 21    | Israël             | 0  | 0      | 1      | 1     |
| -     | République tchèque | 0  | 0      | 1      | 1     |
| -     | Autriche           | 0  | 0      | 1      | 1     |
| -     | Turquie            | 0  | 0      | 1      | 1     |
| Total |                    | 39 | 37     | 38     | 114   |

## Bassin de50m

### 50mnage libre
| Rang               | Nageur                    | Pays     | Temps   |
| ------------------ | ------------------------- | -------- | ------- |
| Médaille d'or      | Alexander Popov           | Russie   | 21 s 95 |
| Médaille d'argent  | Pieter van den Hoogenband | Pays-Bas | 22 s 35 |
| Médaille de bronze | Lorenzo Vismara           | Italie   | 22 s 38 |

| Rang               | Nageuse            | Pays     | Temps   |
| ------------------ | ------------------ | -------- | ------- |
| Médaille d'or      | Therese Alshammar  | Suède    | 24 s 44 |
| Médaille d'argent  | Wilma van Hofwegen | Pays-Bas | 25 s 46 |
| Médaille de bronze | Olga Mukomol       | Ukraine  | 25 s 54 |

### 100mnage libre
| Rang               | Nageur                    | Pays     | Temps   |
| ------------------ | ------------------------- | -------- | ------- |
| Médaille d'or      | Alexander Popov           | Russie   | 48 s 61 |
| Médaille d'argent  | Pieter van den Hoogenband | Pays-Bas | 48 s 77 |
| Médaille de bronze | Lars Frölander            | Suède    | 49 s 24 |

| Rang               | Nageuse           | Pays      | Temps   |
| ------------------ | ----------------- | --------- | ------- |
| Médaille d'or      | Therese Alshammar | Suède     | 54 s 41 |
| Médaille d'argent  | Martina Moravcová | Slovaquie | 54 s 45 |
| Médaille de bronze | Mette Jacobsen    | Danemark  | 55 s 31 |

### 200mnage libre
| Rang               | Nageur                    | Pays        | Temps         |
| ------------------ | ------------------------- | ----------- | ------------- |
| Médaille d'or      | Massimiliano Rosolino     | Italie      | 1 min 47 s 31 |
| Médaille d'argent  | Pieter van den Hoogenband | Pays-Bas    | 1 min 47 s 62 |
| Médaille de bronze | Paul Palmer               | Royaume-Uni | 1 min 49 s 54 |

| Rang               | Nageuse              | Pays        | Temps         |
| ------------------ | -------------------- | ----------- | ------------- |
| Médaille d'or      | Natalya Baranovskaya | Biélorussie | 1 min 59 s 51 |
| Médaille d'argent  | Martina Moravcová    | Slovaquie   | 2 min 0 s 08  |
| Médaille de bronze | Camelia Potec        | Roumanie    | 2 min 0 s 32  |

### 400mnage libre
| Rang               | Nageur             | Pays        | Temps         |
| ------------------ | ------------------ | ----------- | ------------- |
| Médaille d'or      | Emiliano Brembilla | Italie      | 3 min 48 s 56 |
| Médaille d'argent  | Dragos Coman       | Roumanie    | 3 min 48 s 69 |
| Médaille de bronze | Paul Palmer        | Royaume-Uni | 3 min 50 s 97 |

| Rang               | Nageuse              | Pays        | Temps         |
| ------------------ | -------------------- | ----------- | ------------- |
| Médaille d'or      | Yana Klochkova       | Ukraine     | 4 min 9 s 41  |
| Médaille d'argent  | Natalya Baranovskaya | Biélorussie | 4 min 11 s 37 |
| Médaille de bronze | Camelia Potec        | Roumanie    | 4 min 11 s 76 |

### 800mnage libre
| Rang               | Nageuse           | Pays     | Temps         |
| ------------------ | ----------------- | -------- | ------------- |
| Médaille d'or      | Flavia Rigamonti  | Suisse   | 8 min 29 s 16 |
| Médaille d'argent  | Chantal Strasser  | Suisse   | 8 min 31 s 36 |
| Médaille de bronze | Kirsten Vlieghuis | Pays-Bas | 8 min 37 s 94 |

### 1 500mnage libre
| Rang               | Nageur             | Pays     | Temps          |
| ------------------ | ------------------ | -------- | -------------- |
| Médaille d'or      | Ihor Chervynskyy   | Ukraine  | 15 min 5 s 31  |
| Médaille d'argent  | Emiliano Brembilla | Italie   | 15 min 6 s 42  |
| Médaille de bronze | Dragos Coman       | Roumanie | 15 min 10 s 97 |

### 50mdos
| Rang               | Athlète            | Pays      | Temps      |
| ------------------ | ------------------ | --------- | ---------- |
| Médaille d'or      | Stev Theloke       | Allemagne | RE 25 s 60 |
| Médaille d'argent  | Darius Grigalionis | Lituanie  | 25 s 61    |
| Médaille de bronze | David Ortega       | Espagne   | 26 s 00    |

| Rang               | Nageuse            | Pays               | Temps   |
| ------------------ | ------------------ | ------------------ | ------- |
| Médaille d'or      | Nina Zhivanevskaya | Espagne            | 28 s 76 |
| Médaille d'argent  | Diana Mocanu       | Roumanie           | 28 s 85 |
| Médaille de bronze | Ilona Hlaváčková   | République tchèque | 29 s 18 |

### 100mdos
| Rang               | Nageur                | Pays    | Temps   |
| ------------------ | --------------------- | ------- | ------- |
| Médaille d'or      | David Ortega          | Espagne | 55 s 50 |
| Médaille d'argent  | Volodymyr Nikolaychuk | Ukraine | 55 s 64 |
| Médaille de bronze | Derya Büyükunçu       | Turquie | 55 s 84 |

| Rang               | Nageuse            | Pays     | Temps        |
| ------------------ | ------------------ | -------- | ------------ |
| Médaille d'or      | Nina Zhivanevskaya | Espagne  | 1 min 1 s 02 |
| Médaille d'argent  | Diana Mocanu       | Roumanie | 1 min 1 s 54 |
| Médaille de bronze | Louise Ørnstedt    | Danemark | 1 min 1 s 88 |

### 200mdos
| Rang               | Nageur          | Pays    | Temps         |
| ------------------ | --------------- | ------- | ------------- |
| Médaille d'or      | Gordan Kožulj   | Croatie | 1 min 58 s 62 |
| Médaille d'argent  | Emanuele Merisi | Italie  | 2 min 0 s 02  |
| Médaille de bronze | Yoav Gath       | Israël  | 2 min 0 s 32  |

| Rang               | Nageuse            | Pays      | Temps         |
| ------------------ | ------------------ | --------- | ------------- |
| Médaille d'or      | Nina Zhivanevskaya | Espagne   | 2 min 9 s 53  |
| Médaille d'argent  | Diana Mocanu       | Roumanie  | 2 min 11 s 62 |
| Médaille de bronze | Antje Buschschulte | Allemagne | 2 min 12 s 04 |

### 50mbrasse
| Rang               | Nageur        | Pays      | Temps   |
| ------------------ | ------------- | --------- | ------- |
| Médaille d'or      | Mark Warnecke | Allemagne | 27 s 75 |
| Médaille d'argent  | Oleh Lisohor  | Ukraine   | 27 s 81 |
| Médaille de bronze | Remo Lütolf   | Suisse    | 27 s 91 |

| Rang               | Nageuse        | Pays        | Temps   |
| ------------------ | -------------- | ----------- | ------- |
| Médaille d'or      | Ágnes Kovács   | Hongrie     | 31 s 68 |
| Médaille d'argent  | Zoe Baker      | Royaume-Uni | 32 s 00 |
| Médaille de bronze | Sylvia Gerasch | Allemagne   | 32 s 02 |

### 100mbrasse
| Rang               | Nageur              | Pays     | Temps        |
| ------------------ | ------------------- | -------- | ------------ |
| Médaille d'or      | Domenico Fioravanti | Italie   | 1 min 2 s 02 |
| Médaille d'argent  | Jarno Pihlava       | Finlande | 1 min 2 s 07 |
| Médaille de bronze | Dmitry Komornikov   | Russie   | 1 min 2 s 11 |

| Rang               | Nageuse             | Pays      | Temps        |
| ------------------ | ------------------- | --------- | ------------ |
| Médaille d'or      | Ágnes Kovács        | Hongrie   | 1 min 8 s 38 |
| Médaille d'argent  | Sylvia Gerasch      | Allemagne | 1 min 9 s 28 |
| Médaille de bronze | Svitlana Bondarenko | Ukraine   | 1 min 9 s 81 |

### 200mbrasse
| Rang               | Nageur              | Pays     | Temps         |
| ------------------ | ------------------- | -------- | ------------- |
| Médaille d'or      | Dmitry Komornikov   | Russie   | 2 min 13 s 09 |
| Médaille d'argent  | Domenico Fioravanti | Italie   | 2 min 14 s 87 |
| Médaille de bronze | Maxim Podoprigora   | Autriche | 2 min 15 s 07 |

| Rang               | Nageuse          | Pays     | Temps         |
| ------------------ | ---------------- | -------- | ------------- |
| Médaille d'or      | Beatrice Caslaru | Roumanie | 2 min 26 s 76 |
| Médaille d'argent  | Ágnes Kovács     | Hongrie  | 2 min 26 s 85 |
| Médaille de bronze | Karine Brémond   | France   | 2 min 28 s 20 |

### 50mpapillon
| Rang               | Nageur         | Pays        | Temps   |
| ------------------ | -------------- | ----------- | ------- |
| Médaille d'or      | Jere Hård      | Finlande    | 23 s 88 |
| Médaille d'argent  | Lars Frölander | Suède       | 23 s 96 |
| Médaille de bronze | Mark Foster    | Royaume-Uni | 24 s 02 |

| Rang               | Nageuse               | Pays      | Temps   |
| ------------------ | --------------------- | --------- | ------- |
| Médaille d'or      | Anna-Karin Kammerling | Suède     | 26 s 40 |
| Médaille d'argent  | Karen Egdal           | Danemark  | 26 s 97 |
| Médaille de bronze | Martina Moravcová     | Slovaquie | 26 s 98 |

### 100mpapillon
| Rang               | Nageur          | Pays        | Temps      |
| ------------------ | --------------- | ----------- | ---------- |
| Médaille d'or      | Lars Frölander  | Suède       | RE 52 s 23 |
| Médaille d'argent  | Thomas Rupprath | Allemagne   | 53 s 38    |
| Médaille de bronze | James Hickman   | Royaume-Uni | 53 s 44    |

| Rang               | Nageuse            | Pays      | Temps   |
| ------------------ | ------------------ | --------- | ------- |
| Médaille d'or      | Martina Moravcová  | Slovaquie | 58 s 72 |
| Médaille d'argent  | Otylia Jędrzejczak | Pologne   | 58 s 97 |
| Médaille de bronze | Johanna Sjöberg    | Suède     | 59 s 29 |

### 200mpapillon
| Rang               | Nageur           | Pays        | Temps         |
| ------------------ | ---------------- | ----------- | ------------- |
| Médaille d'or      | Anatoly Polyakov | Russie      | 1 min 56 s 73 |
| Médaille d'argent  | James Hickman    | Royaume-Uni | 1 min 58 s 44 |
| Médaille de bronze | Ioan Gherghel    | Roumanie    | 1 min 58 s 54 |

| Rang               | Nageuse            | Pays     | Temps         |
| ------------------ | ------------------ | -------- | ------------- |
| Médaille d'or      | Otylia Jędrzejczak | Pologne  | 2 min 8 s 63  |
| Médaille d'argent  | Mette Jacobsen     | Danemark | 2 min 8 s 77  |
| Médaille de bronze | Mireia García      | Espagne  | 2 min 10 s 44 |

### 200mquatre nages
| Rang               | Nageur                | Pays      | Temps        |
| ------------------ | --------------------- | --------- | ------------ |
| Médaille d'or      | Massimiliano Rosolino | Italie    | 2 min 0 s 62 |
| Médaille d'argent  | Christian Keller      | Allemagne | 2 min 2 s 02 |
| Médaille de bronze | Xavier Marchand       | France    | 2 min 2 s 06 |

| Rang               | Athlète          | Pays        | Temps           |
| ------------------ | ---------------- | ----------- | --------------- |
| Médaille d'or      | Yana Klochkova   | Ukraine     | = 2 min 12 s 57 |
| Médaille d'or      | Beatrice Caslaru | Roumanie    | = 2 min 12 s 57 |
| Médaille de bronze | Sue Rolph        | Royaume-Uni | 2 min 15 s 82   |

### 400mquatre nages
| Rang               | Nageur          | Pays     | Temps         |
| ------------------ | --------------- | -------- | ------------- |
| Médaille d'or      | István Batházi  | Hongrie  | 4 min 18 s 51 |
| Médaille d'argent  | Cezar Bădiţă    | Roumanie | 4 min 19 s 42 |
| Médaille de bronze | Johann Le Bihan | France   | 4 min 20 s 50 |

| Rang               | Nageuse          | Pays     | Temps         |
| ------------------ | ---------------- | -------- | ------------- |
| Médaille d'or      | Yana Klochkova   | Ukraine  | 4 min 39 s 78 |
| Médaille d'argent  | Beatrice Caslaru | Roumanie | 4 min 41 s 64 |
| Médaille de bronze | Yseult Gervy     | Belgique | 4 min 46 s 15 |

### 4 ×100mnage libre
| Rang               | Pays      | Nageurs                                                           | Temps         |
| ------------------ | --------- | ----------------------------------------------------------------- | ------------- |
| Médaille d'or      | Russie    | Denis Pimankov Dmitriy Chernychev Andrey Kapralov Alexander Popov | 3 min 18 s 75 |
| Médaille d'argent  | Allemagne | Stefan Herbst Lars Conrad Christian Tröger Stephen Kunzelmann     | 3 min 19 s 16 |
| Médaille de bronze | France    | Romain Barnier Nicolas Kintz Hugo Viart Frédérick Bousquet        | 3 min 20 s 37 |

| Rang               | Pays     | Nageuses                                                               | Temps         |
| ------------------ | -------- | ---------------------------------------------------------------------- | ------------- |
| Médaille d'or      | Suède    | Louise Jöhncke Johanna Sjöberg Anna-Karin Kammerling Therese Alshammar | 3 min 42 s 38 |
| Médaille d'argent  | Italie   | Luisa Striani Sara Parise Cecilia Vianini Cristina Chiuso              | 3 min 45 s 31 |
| Médaille de bronze | Belgique | Nina van Koeckhoven Liesbet Dreesen Sofie Goffin Tine Bossuyt          | 3 min 46 s 42 |

### 4 ×200mnage libre
| Rang               | Pays      | Nageurs                                                                     | Temps         |
| ------------------ | --------- | --------------------------------------------------------------------------- | ------------- |
| Médaille d'or      | Italie    | Massimiliano Rosolino Matteo Pelliciari Simone Cercato Emiliano Brembilla   | 7 min 16 s 52 |
| Médaille d'argent  | Allemagne | Michael Kiedel Christian Keller Stefan Herbst Stefan Pohl                   | 7 min 18 s 96 |
| Médaille de bronze | Pays-Bas  | Martijn Zuijdweg Marcel Wouda Mark van der Zijden Pieter van den Hoogenband | 7 min 19 s 91 |

| Rang               | Pays     | Nageuses                                                        | Temps        |
| ------------------ | -------- | --------------------------------------------------------------- | ------------ |
| Médaille d'or      | Roumanie | Camelia Potec Simona Păduraru Ioana Diaconescu Beatrice Caslaru | 8 min 3 s 17 |
| Médaille d'argent  | Italie   | Luisa Striani Cecilia Vianini Sara Parise Sara Goffi            | 8 min 8 s 14 |
| Médaille de bronze | France   | Solenne Figuès Laetitia Choux Katarine Quelennec Alicia Bozon   | 8 min 8 s 30 |

### 4 ×100mquatre nages
| Rang               | Pays    | Nageurs                                                              | Temps         |
| ------------------ | ------- | -------------------------------------------------------------------- | ------------- |
| Médaille d'or      | Russie  | Vladislav Aminov Dmitry Komornikov Dmitry Chernyshev Alexander Popov | 3 min 39 s 29 |
| Médaille d'argent  | Suède   | Matthias Ohlin Martin Gustavsson Lars Frölander Stefan Nystrand      | 3 min 40 s 43 |
| Médaille de bronze | Ukraine | Volodymyr Nikolaychuk Oleh Lisohor Andriy Serdinov Pavel Khnykin     | 3 min 40 s 91 |

| Rang               | Pays     | Nageuses                                                        | Temps         |
| ------------------ | -------- | --------------------------------------------------------------- | ------------- |
| Médaille d'or      | Suède    | Therese Alshammar Emma Igelström Johanna Sjöberg Louise Jöhncke | 4 min 0 s 06  |
| Médaille d'argent  | Belgique | Sofie Wolfs Brigitte Becue Fabienne Dufour Nina van Koeckhoven  | 4 min 9 s 52  |
| Médaille de bronze | Roumanie | Raluca Udroiu Beatrice Caslaru Diana Mocanu Camelia Potec       | 4 min 10 s 05 |

## Plongeon

### Plongeoir d'un mètre
| Rang               | Athlète         | Pays      | Points |  |
| ------------------ | --------------- | --------- | ------ |  |
| Médaille d'or      | Alexander Mesch | Allemagne | 370.53 |  |
| Médaille d'argent  | Dmitry Baibakov | Russie    | 363.00 |  |
| Médaille de bronze | Joona Puhakka   | Finlande  | 341.16 |  |

| Rang               | Athlète           | Pays      | Points |  |
| ------------------ | ----------------- | --------- | ------ |  |
| Médaille d'or      | Vera Ilyina       | Russie    | 275.28 |  |
| Médaille d'argent  | Heike Fischer     | Allemagne | 256.83 |  |
| Médaille de bronze | Natalya Oumyskova | Russie    | 252.00 |  |

### Plongeoir de trois mètres
| Rang               | Athlète             | Pays      | Points |
| ------------------ | ------------------- | --------- | ------ |
| Médaille d'or      | Dmitri Sautin       | Russie    | 681,48 |
| Médaille d'argent  | Stefan Ahrens       | Allemagne | 641,94 |
| Médaille de bronze | Aleksandr Dobroskok | Russie    | 634,59 |

| Rang               | Athlète          | Pays      | Points |
| ------------------ | ---------------- | --------- | ------ |
| Médaille d'or      | Ioulia Pakhalina | Russie    | 578,37 |
| Médaille d'argent  | Dörte Lindner    | Allemagne | 528,72 |
| Médaille de bronze | Anna Lindberg    | Suède     | 523,77 |

### Plongeoir de trois mètres synchronisé
| Rang               | Athlète                              | Pays      | Points |
| ------------------ | ------------------------------------ | --------- | ------ |
| Médaille d'or      | Tobias Schellenberg et Andreas Wels  | Allemagne | 331,98 |
| Médaille d'argent  | Aleksandr Dobroskok et Dmitri Sautin | Russie    | 328,56 |
| Médaille de bronze | Rafael Álvarez et José Miguel Gil    | Espagne   | 293,46 |

| Rang               | Athlète                           | Pays      | Points  |
| ------------------ | --------------------------------- | --------- | ------- |
| Médaille d'or      | Vera Ilyina et Ioulia Pakhalina   | Russie    | 312,000 |
| Médaille d'argent  | Dörte Lindner et Conny Schmalfuss | Allemagne | 272,52  |
| Médaille de bronze | Ganna Sorokina et Yelena Zhupina  | Ukraine   | 263,88  |

### Plongeoir de dix mètres
| Rang               | Athlète       | Pays      | Points |
| ------------------ | ------------- | --------- | ------ |
| Médaille d'or      | Dmitri Sautin | Russie    | 710,07 |
| Médaille d'argent  | Heiko Meyer   | Allemagne | 635,97 |
| Médaille de bronze | Igor Lukashin | Russie    | 634,98 |

| Rang               | Athlète              | Pays      | Points |
| ------------------ | -------------------- | --------- | ------ |
| Médaille d'or      | Svetlana Timoshinina | Russie    | 482,34 |
| Médaille d'argent  | Ute Wetzig           | Allemagne | 476,73 |
| Médaille de bronze | Yelena Zhupina       | Ukraine   | 475,86 |

### Plongeoir de dix mètres synchronisé
| Rang               | Athlète                              | Pays        | Points |
| ------------------ | ------------------------------------ | ----------- | ------ |
| Médaille d'or      | Igor Lukashin et Dmitri Sautin       | Russie      | 323,46 |
| Médaille d'argent  | Aleksandr Skripnik et Roman Volodkov | Ukraine     | 292,74 |
| Médaille de bronze | Leon Taylor et Peter Waterfield      | Royaume-Uni | 280,20 |

| Rang               | Athlète                                       | Pays      | Points |
| ------------------ | --------------------------------------------- | --------- | ------ |
| Médaille d'or      | Anke Piper et Ute Wetzig                      | Allemagne | 268,05 |
| Médaille d'argent  | Yevgeniya Olshevskaya et Svetlana Timoshinina | Russie    | 265,20 |
| Médaille de bronze | Olga Leonova et Yelena Zhupina                | Ukraine   | 246,54 |

## Natation synchronisée

### Solo
| Rang               | Athlète         | Pays    | Points |
| ------------------ | --------------- | ------- | ------ |
| Médaille d'or      | Olga Brusnikina | Russie  | 98,894 |
| Médaille d'argent  | Virginie Dedieu | France  | 97,468 |
| Médaille de bronze | Gemma Mengual   | Espagne | 95,026 |

### Duo
| Rang               | Athlètes                             | Pays    | Points |
| ------------------ | ------------------------------------ | ------- | ------ |
| Médaille d'or      | Myriam Lignot et Virginie Dedieu     | France  | 97,160 |
| Médaille d'argent  | Gemma Mengual et Paola Tirados       | Espagne | 96,080 |
| Médaille de bronze | Alessia Lucchini et Maurizia Cecconi | Italie  | 95,920 |

Note : le duo russe composé d'Olga Brusnikina et Maria Kisseleva qui avait obtenu le meilleur score (99,360) et avait initialement reçu la médaille d'or le jour de la compétition, a ensuite été disqualifié à la suite d'un contrôle antidopage positif à l'éphédrine de Maria Kisseleva. C'est le seul cas de  dopage relevé lors de ces championnats.

### Par équipes
| Rang               | Athlètes | Pays   | Points |
| ------------------ | --- | ------ | ------ |
| Médaille d'or      | Olga Brusnikina, Maria Kisseleva, Elena Azarova, Olga Novokchenova, Olga Vassioukova, Julia Vasilieva, Irina Perchina et Elena Soia                                 | Russie | 99,520 |
| Médaille d'argent  | Giada Ballan, Serena Bianchi, Alessia Lucchini, Giovanna Burlando, Maurizia Cecconi, Mara Brunetti, Chiara Cassin, Clara Porchetto, Simona Chiari et Alice Dominici | Italie | 97,480 |
| Médaille de bronze | Charlotte Fabre, Cinthia Bouhier, Virginie Dedieu, Rachel Le Bozec, Myriam Lignot, Charlotte Massardier, Magali Rathier, Myriam Glez, Remplaçante : Cathy Geoffroy  | France | 97,000 |

## Eau libre

### 5km
| Rang               | Athlète         | Pays    | Points        |  |
| ------------------ | --------------- | ------- | ------------- |  |
| Médaille d'or      | Luca Baldini    | Italie  | 55 min 13 s 1 |  |
| Médaille d'argent  | Fabio Venturini | Italie  | 55 min 16 s 4 |  |
| Médaille de bronze | David Meca      | Espagne | 55 min 35 s 3 |  |

| Rang               | Athlète        | Pays            | Points            |  |
| ------------------ | -------------- | --------------- | ----------------- |  |
| Médaille d'or      | Peggy Büchse   | Allemagne       | 1 h 00 min 26 s 6 |  |
| Médaille d'argent  | Britta Kamrau  | Allemagne       | 1 h 00 min 40 s 9 |  |
| Médaille de bronze | Jana Pechanová | Tchécoslovaquie | 1 h 00 min 41 s 6 |  |

### 25km
| Rang               | Athlète        | Pays    | Points            |  |
| ------------------ | -------------- | ------- | ----------------- |  |
| Médaille d'or      | Stéphane Lecat | France  | 5 h 05 min 22 s 5 |  |
| Médaille d'argent  | David Meca     | Espagne | 5 h 05 min 28 s 9 |  |
| Médaille de bronze | Fabio Fusi     | Italie  | 5 h 06 min 25 s 5 |  |

| Rang               | Athlète          | Pays      | Points            |  |
| ------------------ | ---------------- | --------- | ----------------- |  |
| Médaille d'or      | Peggy Büchse     | Allemagne | 5 h 22 min 11 s 1 |  |
| Médaille d'argent  | Edith van Dijk   | Pays-Bas  | 5 h 24 min 47 s 0 |  |
| Médaille de bronze | Valeria Casprini | Italie    | 5 h 24 min 52 s 7 |  |